# Ulf Johansson (keramiker)
Ulf Erik Johansson, född 3 november 1938 i Sofia församling i Stockholm, död 24 september 2018 i Arboga, var en svensk keramiker och konstnär.
Han studerade mellan 1961 och 1966 på Konstfack och praktiserade då en tid hos Hertha Hillfon. Åren 1964–1965 studerade han vid japanska Kyoto City College of Fine Arts.
Johansson startade sin första verkstad i värmländska Arvika och tillverkade i huvudsak föremål i stengods. Han flyttade verksamheten till Arboga 1969 och gjorde sig känd för sina bruksföremål i bruna glasyrer. Senare övergick han alltmer till utpräglade konstföremål, som askar och urnor brända i den gamla japanska tekniken raku. Han har ställt ut i många länder och är i Sverige representerad bland annat vid Nationalmuseum och Röhsska museet.
Johansson var värd för programmet Sommar i Sveriges Radio 29 juli 1982.